# Museo svizzero dei trasporti

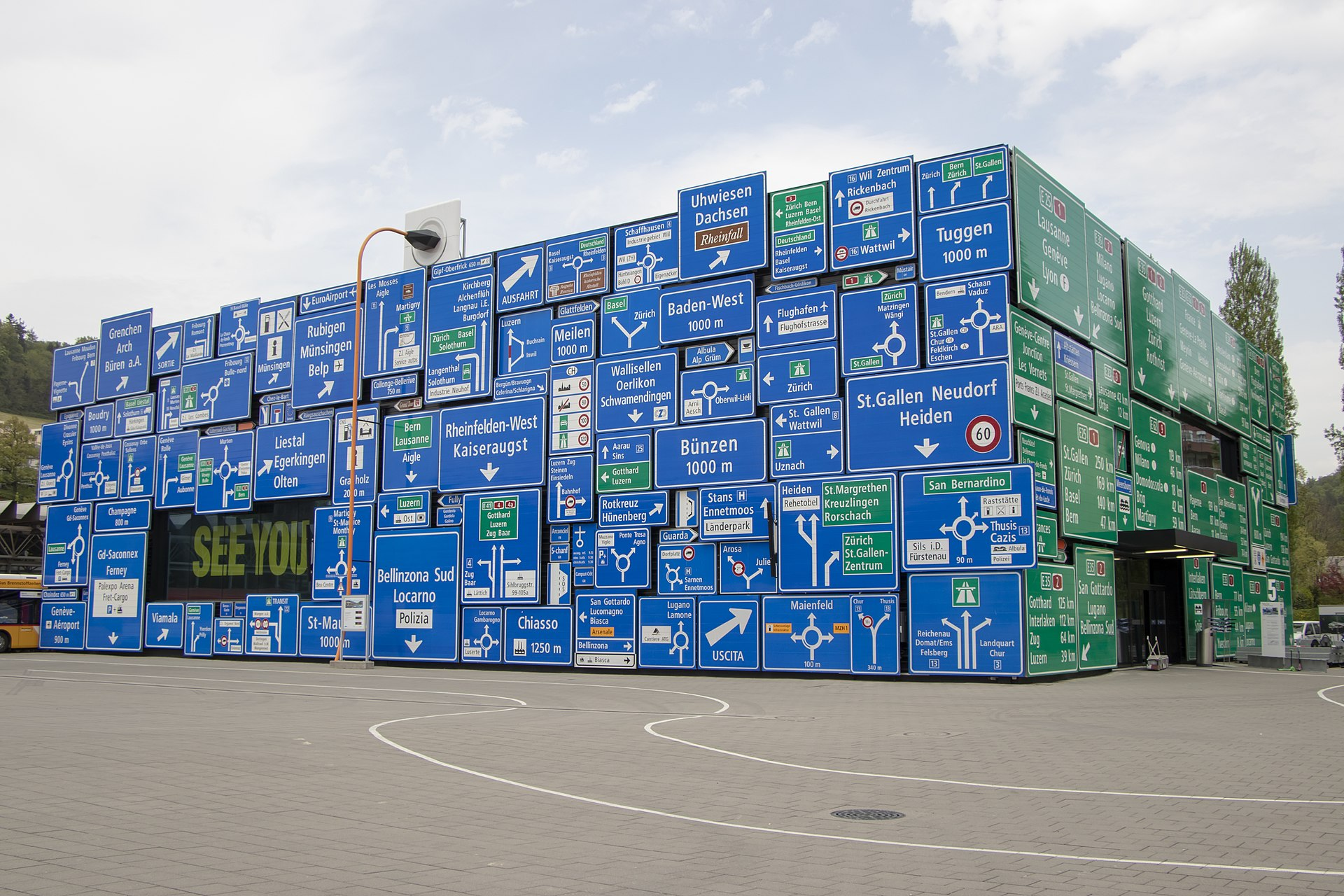
Sala del traffico stradale (2018)

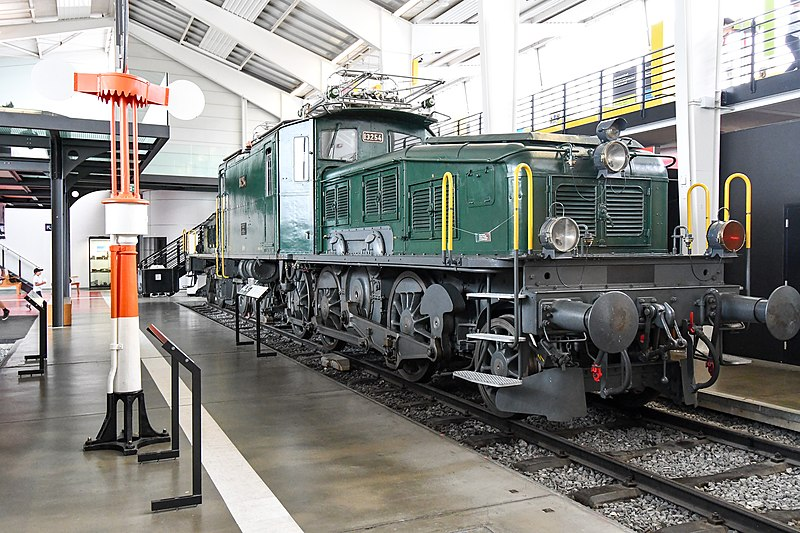
Locomotiva merci elettrica Be 6/8 II No. 13254

Il Museo Svizzero dei Trasporti di Lucerna, con la sua variegata collezione di oggetti dedicata ai trasporti e alla comunicazione, è il museo più visitato in Svizzera. Qui è esposta una grande collezione di locomotive, auto, imbarcazioni e velivoli, oltre ad articoli provenienti dal mondo delle comunicazioni. Oltre a questi oggetti, il Museo dei Trasporti include anche un Planetario, il «Cineteatro» e la «Swiss Chocolate Adventure». Il Museo è gestito dall'Associazione Museo Svizzero dei Trasporti. Nel 2019 il Museo ha ospitato 562'605 visitatori, mentre Cineteatro, Swiss Chocolate Adventure e Planetario hanno riunito complessivamente 318'509 ospiti.

## Storia
La fondazione del Museo dei Trasporti risale al desiderio di creare un museo ferroviario in Svizzera. Nel 1942 fu fondata l'Associazione Museo Svizzero dei Trasporti, con sede a Zurigo, alla quale, oltre a FFS e PTT, ferrovie private e organizzazioni del traffico, appartenevano anche grandi aziende del panorama commerciale, industriale e turistico. Data però l'impossibilità di trovare un terreno adatto a Zurigo, la città di Lucerna offrì all'Associazione un terreno di 22500 m² presso il Lido, sulle rive del Lago dei Quattro Cantoni.
Nel 1957 ebbero inizio i lavori edili, finanziati dalla Confederazione, oltre che dalla città e dal Cantone di Lucerna. Il 1º luglio 1959 venne inaugurato il Museo Svizzero dei Trasporti, che divenne rapidamente il museo più popolare in Svizzera. Alfred Waldis è stato direttore e cofondatore. «Non importa quanti altri direttori lo seguiranno, Alfred Waldis rimarrà sempre il Mister Museo dei Trasporti», scrisse la Neue Luzerner Zeitung alla sua morte.
Il Museo dei Trasporti è noto al grande pubblico in Germania grazie allo sketch Im Verkehrshaus (1976) del comico lucernese Emil Steinberger.
In occasione di un'ondata di maltempo, nella notte tra il 21 e il 22 agosto 2005 il Museo fu colpito da un'alluvione che sommerse alcune parti delle esposizioni. Inoltre vennero danneggiati gli scantinati delle sezioni dedicate alla navigazione e al volo.

## Esposizione
Il Museo, nel quale è possibile anche toccare e interagire con numerosi oggetti esposti, è suddiviso in diverse aree:

### Trasporto ferroviario
La vasta collezione dedicata al traffico su rotaia propone tra le altre cose i convogli della «Spanischbrötlibahn» e alcuni tram e cremagliere, fino ad articoli sulla nuova ferrovia transalpina (NFTA), simulatori, filmati e stazioni informative. Tra le altre cose si trova anche un modello della ferrovia del San Gottardo, accessibile su tre lati, che riproduce la rampa nord della famosa linea dalla stazione di Erstfeld al portale di Göschenen attraverso le tre gallerie elicoidali nella zona di Wassen. Questo modello è stato realizzato nel 1959 dall'associazione di appassionati di ferrovie e modellismo di Lucerna in circa 30'000 ore di lavoro, ed è in esposizione fin dall'inaugurazione del Museo dei Trasporti. Dall'estate del 2016, il Padiglione del trasporto ferroviario ospita anche un simulatore che consente ai visitatori di attraversare la galleria di base dell'NFTA. L'area espositiva «Mobilità del futuro» illustra la visione futura del trasporto pubblico delle FFS.

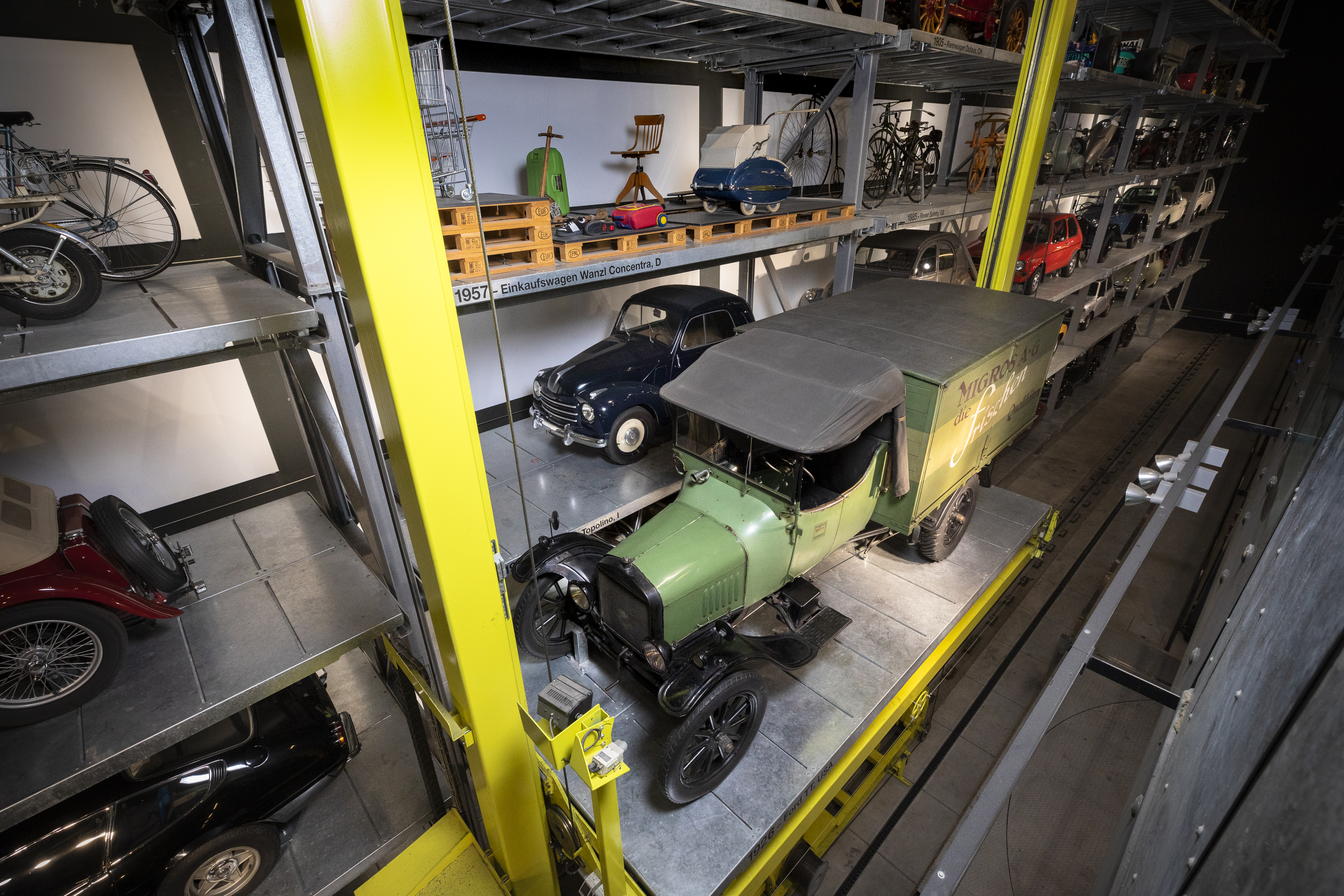
Il magazzino espositivo nella sala del traffico stradale (2018)

### Traffico su strada
La collezione sul traffico stradale mette in evidenza carrozze trainate da cavalli, biciclette, motociclette e automobili, oltre a un'esposizione sulla sicurezza stradale realizzata in collaborazione con l'upi. Un'attrazione particolare è l'Autoteatro, che presenta agli spettatori una specie di spettacolo televisivo su una vasta scelta di veicoli di tutti gli ambiti della storia dell'automobile. Le auto selezionate vengono prelevate da un magazzino a scaffalature con un elevatore e presentate. Sulla facciata del Padiglione del trasporto stradale sono applicati 344 segnali stradali provenienti dalle strade svizzere.
E dalla primavera del 2020 al suo interno si trova un'isola tematica dedicata alla logistica. Un magazzino automatico per piccoli componenti AutoStore, un modello in miniatura animato su un centro di distribuzione, un robot per pneumatici, delle stazioni interattive di commissionamento e un viaggio virtuale nei panni di un ananas consentono di vivere la logistica come una vera e propria esperienza. Il «Supply Game» mostra su quattro grandi schermi tattili la catena di distribuzione del cioccolato dal Sudamerica alla Svizzera. 

### Settore aerospaziale

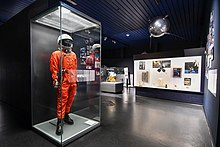
Mostra sullo spazio al Museo svizzero dei trasporti (2018)

Il Padiglione aerospaziale è stato inaugurato il 1º luglio 1972 con la presenza degli astronauti John Glenn e Neil Armstrong e ha riscosso un grande interesse anche negli Stati Uniti: il senatore Barry Goldwater ha menzionato il nuovo spazio espositivo al senato americano come ottimo esempio per lo Smithsonian National Air and Space Museum di Washington D.C., che era in fase di pianificazione.
I temi cardine dell'esposizione aeronautica attuale sono l'aviazione civile, il volo in montagna e per il soccorso, l'ingegneria elvetica e le nuove leve tra i piloti. I 30 velivoli originali esposti spaziano dal biplano Dufaux 4 (il più antico aereo svizzero preservato, risalente al 1909) e dal Blériot XI-b del pioniere del volo Oskar Bider fino a quattro aerei della Swissair e un aviogetto da combattimento Northrop F-5E delle forze aeree svizzere nella livrea della Patrouille Suisse, oltre a un jet ambulanza Bombardier Challenger 604 della Rega. Attraverso il piano terra del Padiglione si staglia una serie di vetrine che si estende per oltre 40 metri e descrive lo sviluppo dell'aviazione dai primordi fino a oggi basandosi su modelli in scala 1:40.

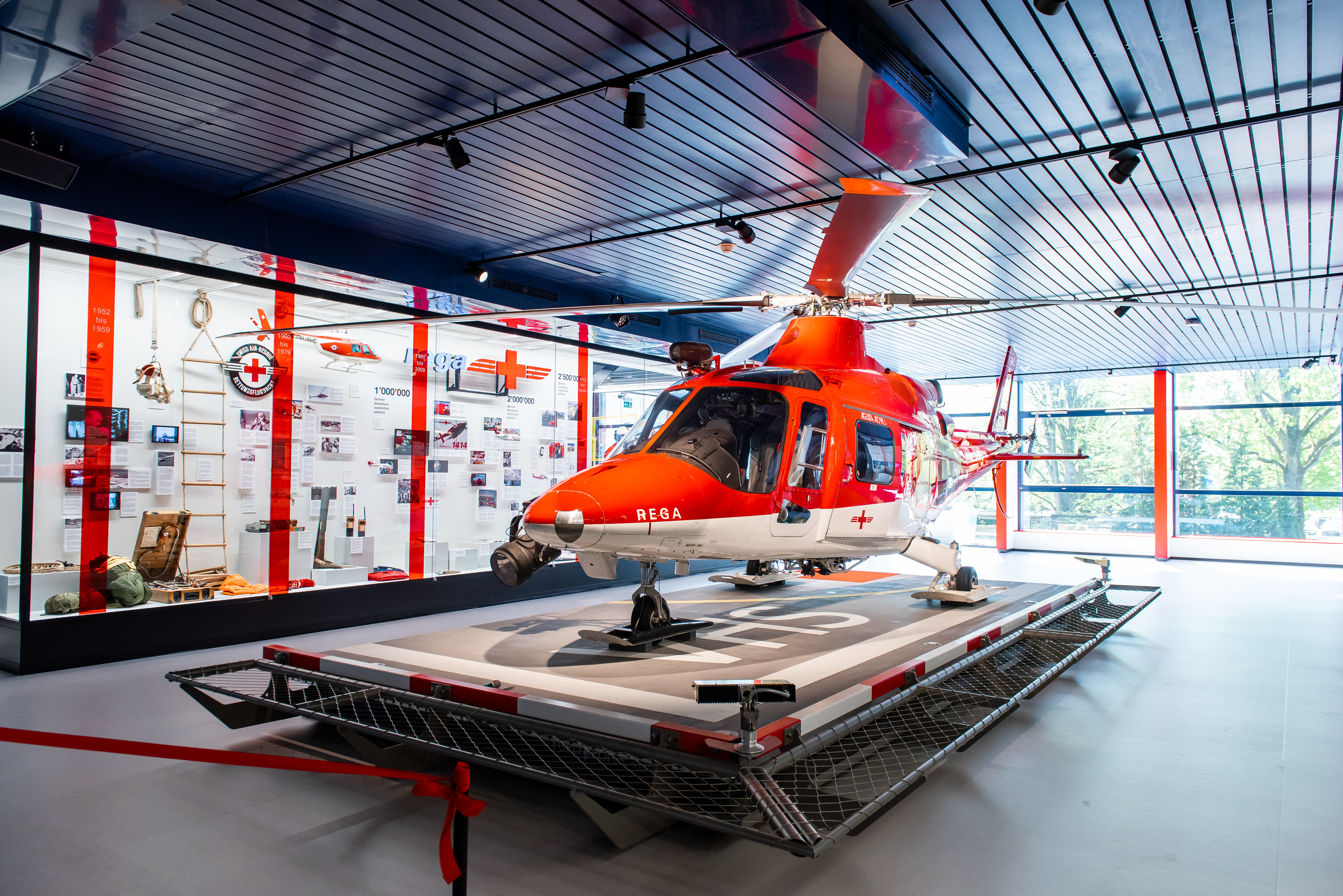
Agusta A109 K2 (HB-XWG) (2018)

La piattaforma di ricerca europea EURECA è uno dei rarissimi esempi di satellite tornato sulla Terra dallo spazio ed è a giusto titolo il gioiello dell'esposizione sullo spazio. Altri pezzi forti sono un pezzo della pellicola originale dell'esperimento sul vento solare, che nell'ambito della missione Apollo 11 toccò il suolo lunare ancora prima della bandiera americana, un frammento autentico di pietra lunare, un paesaggio marziano con modelli di tre rover a grandezza naturale e delle riproduzioni di strumenti di misurazione che studiarono la cometa Churyumov-Gerasimenko nel corso della missione Rosetta. Il punto centrale interattivo dell'esposizione spaziale è costituito dallo «Space Transformer», un grande cubo accessibile che ruota sul suo asse diagonale e dà ai visitatori un'idea della perdita di orientamento che si prova in una stazione spaziale trasformando all'improvviso il pavimento in soffitto e il soffitto in pavimento. Si tratta di un oggetto unico al mondo.

### Navigazione

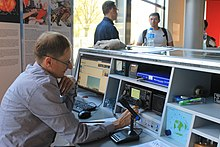
Operazioni radio alla stazione radioamatoriale HB9O

L'esposizione nel padiglione inaugurato nel 1984 fornisce una panoramica sullo sviluppo della navigazione in Svizzera. Al suo interno si trovano oggetti di rilevanza internazionale, come il sommergibile Mesoscafo, progettato da Auguste Piccard nel 1963 ed esposto all'Expo ‘64 di Losanna. Ci sono volute 28'000 ore di lavoro per restaurarlo e dal 2014 è possibile accedere al suo interno. Inoltre, un modello in sezione del battello a vapore Pilatus in scala 1:1 permette di guardare all'interno di una nave, inclusa la sala macchine. Davanti al Padiglione della navigazione si trova il piroscafo Rigi del 1848, il più antico esemplare preservato al mondo di battello a vapore a ponte raso con ruote laterali a pale. Un'isola tematica dedicata alla timoneria del traghetto Meilen del 1979 e il battello basilese «Vogel Gryff» permettono di avere un'idea sul trasporto navale di persone e veicoli in Svizzera, mentre lo spettacolo multimediale «Nautirama» consente ai visitatori di scoprire la regione turistica della Svizzera centrale. Motori Saurer ed Escher & Wyss, fuoribordo e propulsori Voith-Schneider illustrano lo sviluppo della propulsione delle imbarcazioni. L'esposizione sul trasporto acquatico è integrata infine da altri articoli sulle navi volanti, il più piccolo tra tutti i sommergibili biposto, un modello di chiusa per imbarcazioni a Birsfelden, delle barche a vela, la scialuppa di salvataggio della nave d'alto mare MS Carona, affondata nel 1964, e la «parata dei battelli a vapore», con modelli che rappresentano il traffico navale interno elvetico.

### Funivie e turismo
L'esposizione sulle funivie documentata il ruolo pionieristico della Svizzera nel rendere accessibili le Alpi. Dai primi veicoli su rotaia manovrati manualmente agli skilift degli albori, fino alle moderne cabine spaziose, l'unica mostra permanente su questo tema racconta lo sviluppo delle funivie. I pezzi forti sono sicuramente il modello funzionante della funivia va e vieni Stand –Kleintitlis di Engelberg o la cabina della teleferica del Wetterhorn. Da maggio 2020, l'esposizione include un pezzo del sistema di trasporto nella stazione con una cabina della vecchia cabinovia Grindelwald-Männlichen, attraverso il quale viene spiegato il funzionamento dei sistemi di funivie con ammorsamento automatico.

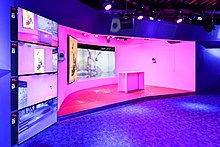
Lo studio televisivo a Media World (2018)

Nell'area dedicata al turismo, il «Flipper turistico» è una vera attrazione per il pubblico. Giusto di fianco, la Livemap Switzerland è un'immagine aerea di 200 m² che riproduce la Svizzera in scala 1:20'000. È possibile percorrerla indossando delle pattine. Con l'aiuto della realtà aumentata, questa fotografia aerea può essere integrata per mezzo di un'app con dati sul tempo, sul traffico aereo e sui treni, oppure con fotografie personali.

### Media World
Il Media World racconta l'evoluzione dei media e ospita tra le altre cose degli occhiali per la realtà virtuale, uno studio televisivo e un green box. Questa esposizione è stata realizzata dalla Red Bull Media House e a ottobre 2016 ha sostituito quella preesistente sul tema dei media.

### Museo Hans Erni
Il museo artistico costruito nel 1979 sul terreno del Museo dei Trasporti ospita una grande esposizione delle opere di Hans Erni e presenta con mostre temporanee che includono anche opere di altri artisti le creazioni dell'artista lucernese nel contesto dei suoi tempi e dei nostri. Nell'Auditorium al secondo piano si trova il doppio murale (2 × 18 m) Panta rhei, che rappresenta su tutta la sua imponente superficie la storia del pensiero occidentale.

### Radioamatori
L'Unione radioamatori di onde corte svizzeri USKA ospita nel Padiglione aerospaziale una stazione radio a onde brevi e una AM/FM con indicativo di chiamata HB9O. Ogni martedì, sabato e domenica vengono organizzate presentazioni per radioamatori.

### The Edge
Il 23 giugno 2021, nel Museo dei Trasporti è stato inaugurato «Red Bull The Edge», che dà la possibilità di superare gli ultimi metri prima della cima del Cervino con l'ausilio della realtà virtuale e di un filmato a 360°, scalando tra l'altro una parete da arrampicata muniti di imbracatura e occhiali VR. Un vento simulato e uno sfondo sonoro autentico permettono di fondere davvero il virtuale e il reale.

## Attrazioni
Oltre agli spazi espositivi veri e propri, il Museo dei Trasporti include anche altre attrazioni:

### Planetario

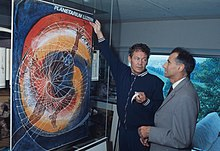
Poster del planetario di Hans Erni (a sinistra, 1969)

Con i suoi 246 posti, il Planetario del Museo dei Trasporti è il più grande simulatore celeste e l'unico grande planetario in Svizzera. Secondo Planetario del paese in ordine di tempo, è stato inaugurato il 1º luglio 1969 da John Glenn in collegamento dal vivo da New York grazie al satellite Early Bird. I posti a sedere sono stati rinnovati nel 2001 e da allora Lucerna può vantare uno dei primi sistemi video a cupola intera al mondo, che ha sostituito diverse dozzine di proiettori di diapositive. La cupola ha un diametro di 18 metri per una superficie complessiva di 502 m². Diversi programmi sfruttano proiezioni e tecnologia audio per mostrare il cielo stellato e i fenomeni correlati. Dopo una grande ristrutturazione (con ad es. nuove poltrone e un palco modulare), il 6 marzo 2014 il Planetario è stato riaperto. Da allora dispone di uno dei primi sistemi di proiezione digitali al mondo, fornito da Evans & Sutherland, in sostituzione del proiettore ottico Zeiss in uso in precedenza. Nel corso degli anni a Lucerna sono stati prodotti diversi filmati per il Planetario che hanno riscosso successo mondiale, come «LIMIT», «D'Wiehnachtsgschicht» e «Missione Terra».

### Cineteatro
Nel 1996 è stato inaugurato il Cineteatro, primo cinema IMAX in Svizzera, che al tempo vantava una capienza di oltre 398 posti. Lo schermo aveva un formato di 25 m × 19 m ed era il più grande di tutta la Svizzera. Nel 2008 il Cineteatro è stato dotato dello standard digitale Dolby 3D. Nel 2010 il «Cineteatro IMAX» è stato ridenominato «Cineteatro del Museo dei Trasporti», perché la maggior parte dei filmati non apparteneva più al formato IMAX da 70 mm, ma era proiettata in formato digitale.
Nel 2020 è stato totalmente rinnovato e aggiornato al livello tecnologico più moderno. Oltre alla tecnologia di proiezione sono stati ammodernati anche sistema sonoro, luci, posti a sedere (ora 342 unità) e schermo. Il Cineteatro è dotato di un proiettore laser 4K e di uno schermo da 25,5 m × 14 m e ospita ogni giorno diversi documentari. La sera invece è possibile assistere a film, documentari, dirette di balletto, opera e musica classica e racconti di viaggio. Inoltre, in seguito al rinnovo il Cineteatro dispone di un palco girevole per ospitare diversi tipi di eventi.

### Swiss Chocolate Adventure
La Swiss Chocolate Adventure è un'esposizione multimediale dedicata a prodotti, storia, catena di produzione e trasporto del cioccolato svizzero. Inaugurata a giugno 2014, occupa una superficie di 700 m². Lo spettacolo dura 25 minuti. Grazie a delle guide audio, l'esposizione è disponibile in italiano, tedesco, francese, inglese, spagnolo, coreano, mandarino e portoghese brasiliano. Alla fine dello spettacolo è possibile degustare dell'ottimo cioccolato.

## Progetto Energia al Museo dei Trasporti
Nell'ambito della nuova edificazione di un edificio polifunzionale sulla Haldenstrasse, nel 2023 verrà aggiunta una nuova tematica, quella dell'energia. In collaborazione con associazioni e aziende del settore, il Museo dei Trasporti realizza una piattaforma centrale dedicata al tema dell'energia, che ospita esposizioni interattive, conferenze ed eventi.

## Attrazioni passate

### Cosmorama
L'esposizione Cosmorama fu inaugurata nel 1972 nel nuovo Padiglione aeronautico con 36 proiettori di diapositive e 2880 scatti su 18 aree di proiezione. Alfred Waldis sfruttò la neutralità svizzera per presentare per la prima volta al pubblico la storia dell'esplorazione spaziale americana e russa basandosi su materiale originale. Il 7 ottobre 1970 il Museo dei Trasporti ospitò l'equipaggio dell'Apollo 13, mentre il 3 luglio 1974 fu la volta dell'astronauta sovietico German Stepanovič Titov.

### Multivisioni
Al Cosmorama seguirono una grande varietà di multivisioni, ad iniziare da «Swissorama» (1984), con il procedimento Circarama di Ernst A. Heiniger. Tra il 1984 e il 2002, oltre 1,8 milioni di spettatori hanno seguito il film Swissorama «Impressioni sulla Svizzera» in circa 20.000 proiezioni, mentre dal 1990 è attivo Nautirama, dal 1996 il Cineteatro IMAX, dal 2005 la Swissarena e dal 2009 l'Autoteatro. In occasione delle inaugurazioni di queste attrazioni sono stati invitati pionieri e celebrità.

### Esposizione sulla galleria del Gottardo
L'Esposizione sulla galleria del Gottardo è stata una mostra sull'edificazione di questo famoso tunnel, alla quale i visitatori accedevano per mezzo di un treno. È stata attiva dal 1997 a novembre 2013.

### «HiFlyer»
Da ottobre 2000 a luglio 2004, nel Museo dei Trasporti era presente un pallone aerostatico frenato HiFlyer, che è stato reso inattivo in seguito ad un incidente mortale avvenuto il 23 luglio 2004.